# Horloge hydraulique chinoise

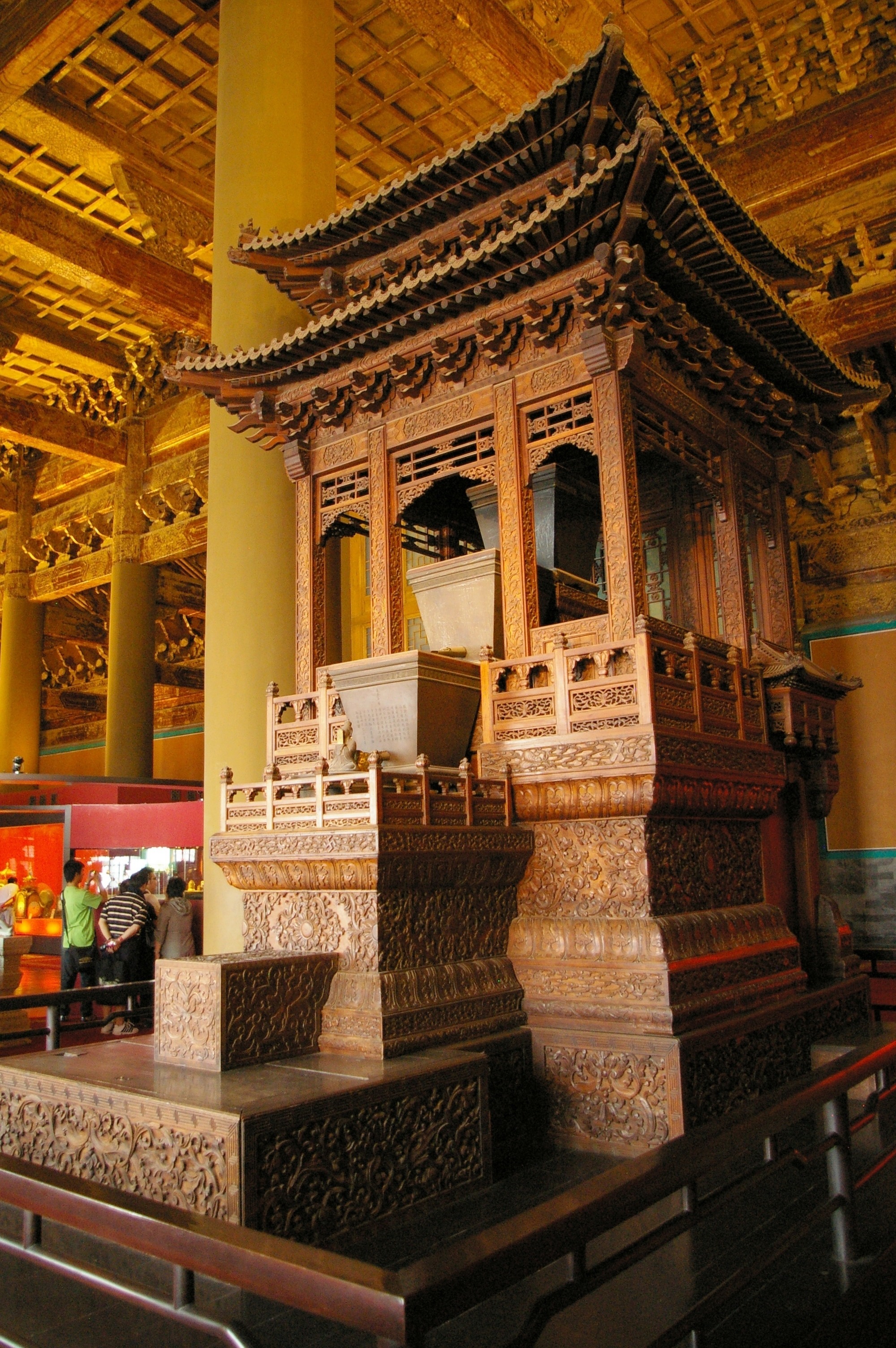
Horloge hydraulique étagée comprenant 3 vases à écoulement et un vase réceptacle horloger avec jauge (Musée de l'horloge de la Cité interdite de Pékin).

Les horloges hydrauliques chinoises sont des horloges hydrauliques anciennes, que l'on trouvait en Chine, pays isolé du monde occidental, jusqu'au XVIIe siècle. Instruments originaux permettant de mesurer le temps en continu au moyen de l'eau et parfois du mercure, elles y ont connu un développement très important. L'utilisation de ces horloges s'est étendue aux pays avoisinants jusqu'à une période relativement récente.
Dans la Chine impériale, l’empereur était l’intermédiaire entre le Ciel et la Terre – aujourd’hui, on dirait l’interface. Il détient un « mandat céleste » et se doit de transmettre, à travers les signes détectés dans le ciel, les informations pour une vie harmonieuse sur Terre comme la longueur de l’année, le début des saisons pour un usage agricole, etc.
Les astronomes, directement rattachés à sa personne sont chargés de scruter la voute céleste, d’en suivre les évènements (Soleil, Lune, étoiles, planètes, éclipses, comètes, etc.) et de rendre compte. La date et l’instant de chaque observation sont scrupuleusement notés, exploités et archivés, et ceci depuis plus de quatre millénaires.
Pour noter les évènements du Ciel, les astronomes chinois utilisaient :
- un calendrier avec ses mois, ses jours et ses subdivisions « horaires » ;
- des instruments de mesure du temps. En ce qui concerne les « heures », les astronomes chinois se sont servis principalement à l'origine de clepsydres, puis d'horloges hydrauliques plus ou moins sophistiquées.

## Les «heures»
Le jour chinois était le jour solaire correspondant au nycthémère (24 de nos heures).
À partir des années -500, et jusqu'en 1628, le jour est divisé en 100 parties égales appelées ke ou « marques » valant 0,24 de nos heures, soit près d'un quart d'heure (14,4 minutes exactement). Ces « marques » étaient elles-mêmes subdivisées en fen ou « fractions », au nombre de dix ou 100 suivant les époques.
En parallèle avec cette première division, le jour était aussi divisé en douze parties égales. Cette division en heures doubles chinoises correspondait donc à deux heures équinoxiales. Jusqu'à la dynastie Tang (de 618 à 907), la première heure double était centrée autour de minuit, soit de 23 h à 1 h, puis, sous les Song (de 960 à 1279), elle passa de 0 à 2 h.
Les heures étaient données par des instruments hydrauliques du type clepsydre ou horloge à eau. Les principales « heures » de la journée étaient signalées à la population par des signaux auditifs, cloches ou tambours. Des tours du tambour et des tours de la cloche subsistent aujourd'hui comme à Pékin, à Xi'an.

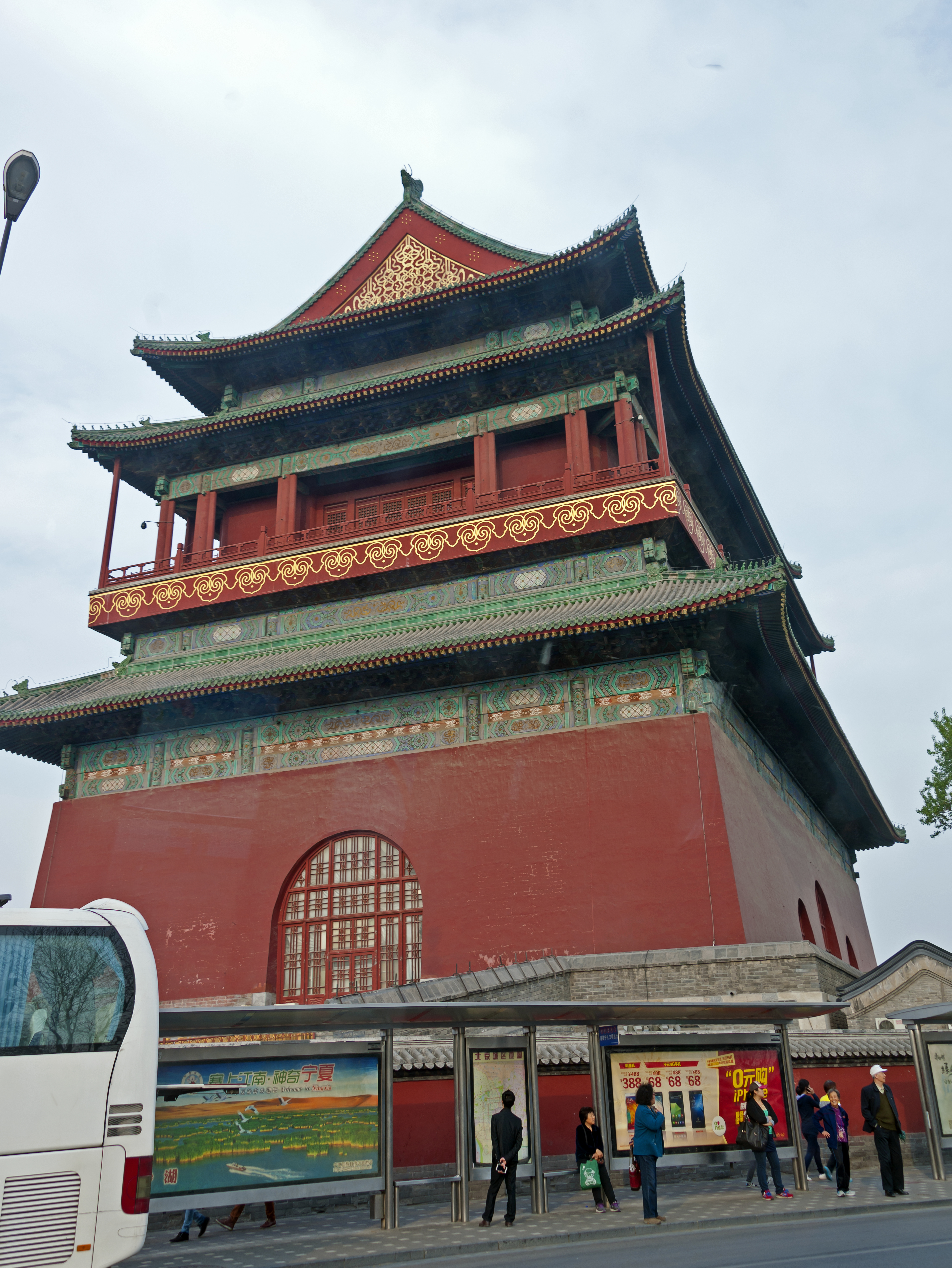
Tour du tambour de Pékin.
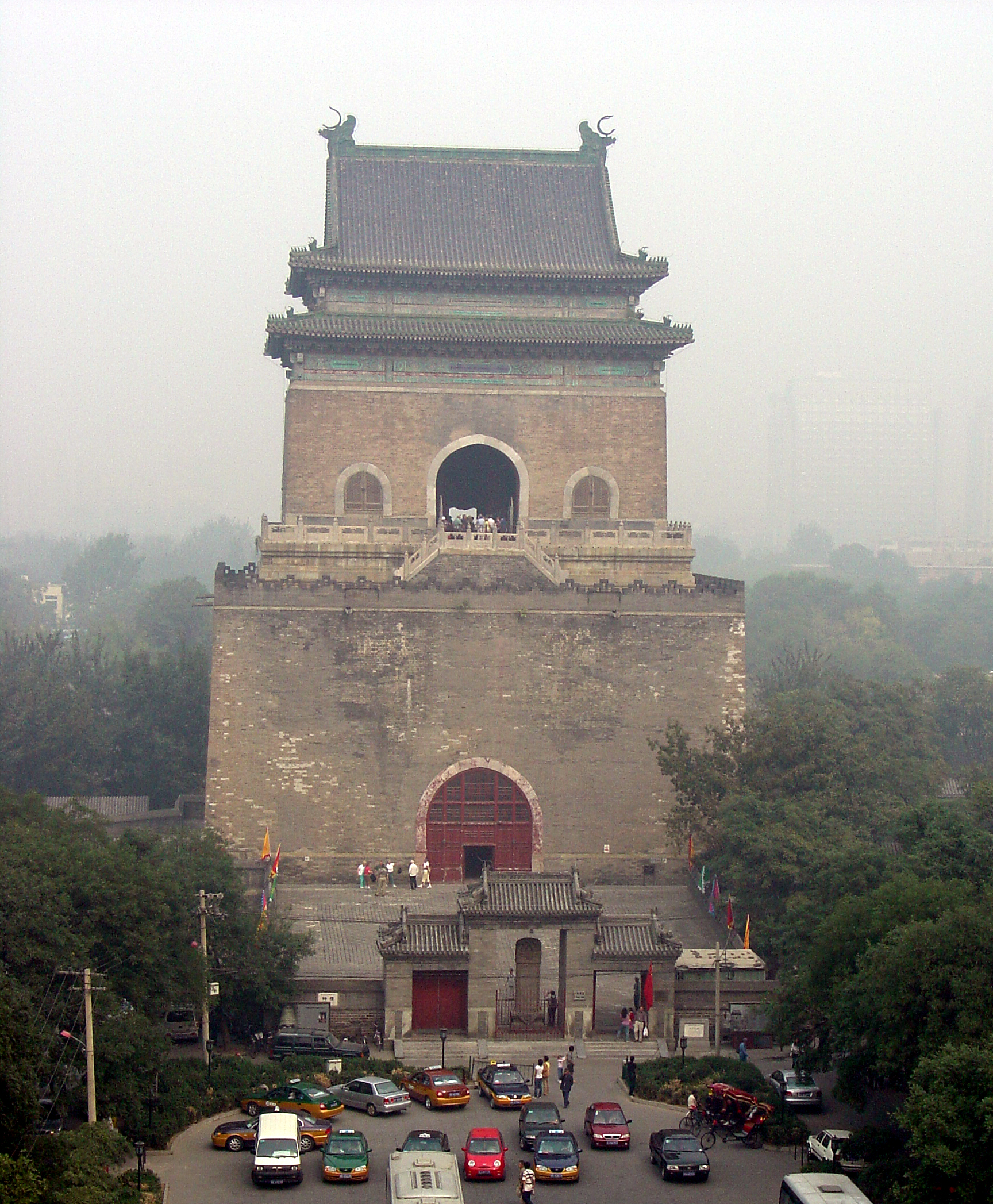
Tour de la cloche de Pékin.
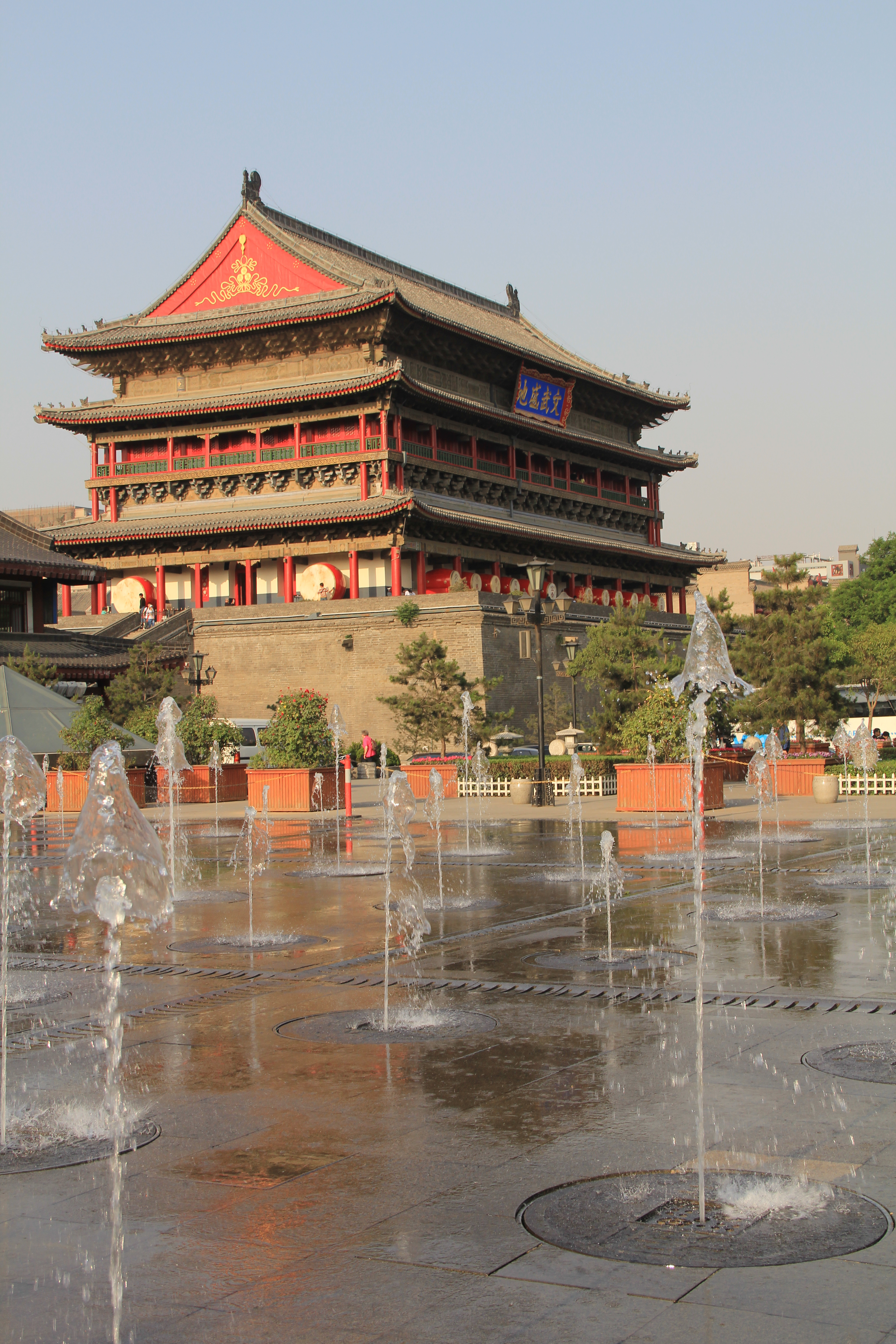
Tour du tambour de Xi'an.
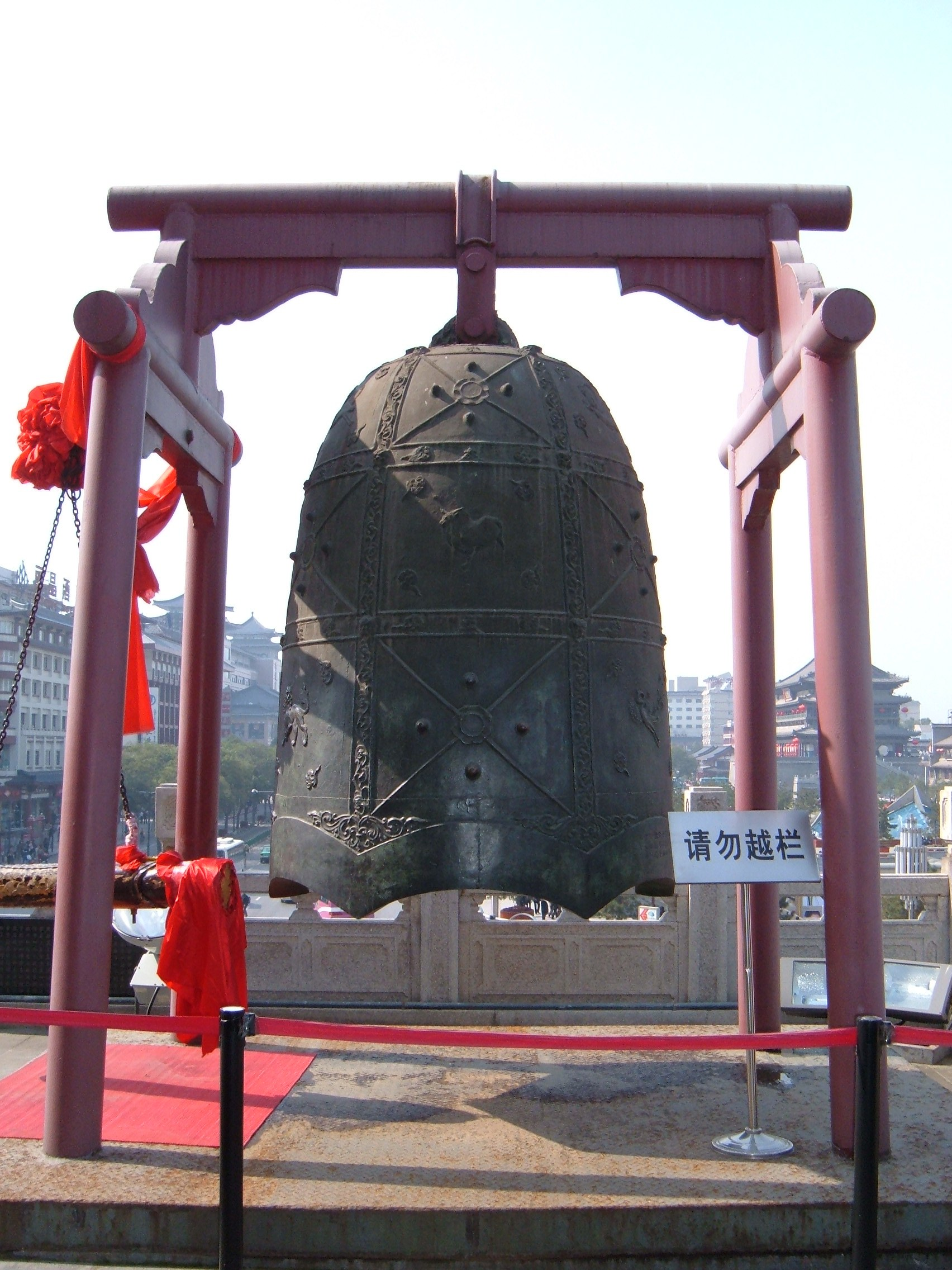
Cloche devant la tour éponyme, Xi'an.

## Les clepsydres
La différenciation entre clepsydre et horloge hydraulique est quelquefois difficile ; que ce soit à cause d'un manque d'information ou qu'il s'agisse d'une traduction d'usage. Lorsque les heures seront comptées, on conviendra d'employer ici l'appellation « horloge hydraulique », même si les sources citées parlent de clepsydre. 
Les premières clepsydres chinoises sont attestées depuis la fin de la dynastie Zhou, vraisemblablement en lien avec les ke, divisions du jour, vers les années -500.

### Les clepsydres à écoulement
Les premiers exemplaires conservés datent du milieu de la dynastie des Han Occidentaux (ca. -100). Deux exemplaires sont présentés sur une page d'informations sur la Chine :
1. la clepsydre Qianzhang : c'est un récipient cylindrique avec couvercle à poignée, le tout en bronze. C'est une clepsydre à écoulement non uniforme, vu sa forme ;
2. la clepsydre de Xingping : elle est du même type que la précédente, son diamètre est de 32,3 cm. Son couvercle comporte deux orifices, possiblement pour y placer une jauge[N 1]

### Les clepsydres à remplissage
Les clepsydres à écoulement, à réservoir unique, seront accompagnées par un réservoir supplémentaire recevant l'eau du réservoir supérieur, ceci dès le début de la dynastie Han (-205). Le système comporte donc deux réservoirs, le supérieur, rempli manuellement, est à écoulement ; il se vide dans le second, à remplissage. Ce dernier comporte un flotteur muni d'un indicateur gradué pour marquer le temps. L'hiver, pour éviter que l'eau ne gèle, les réservoirs étaient placés dans des enveloppes contenant de l'eau chaude. Bien plus tard, vers le VIe siècle, on remplaça parfois l'eau par du mercure qui ne gèle pas.
Ce nouveau type de clepsydre à deux étages, a permis de constater « de visu » que le flux d'eau était variable, donc inapte à indiquer précisément des « heures ». Sous la dynastie Han, l'astronome Zhang Heng, en l'an 117, ajoutera un réservoir intermédiaire, à débordement, qui assurera un débit constant dans le réceptacle inférieur. Ce dernier type d'instrument à trois réservoirs et à flux régulier peut être qualifié d'horloge hydraulique ; il sera amélioré et employé jusqu'à l'époque moderne.

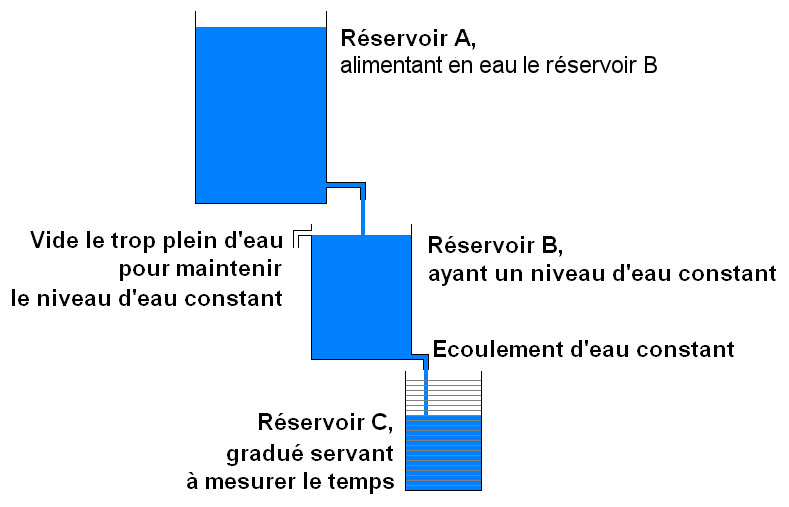
Schéma-type d'horloge à eau.

## Les horloge à eau

### L'horloge sur balance

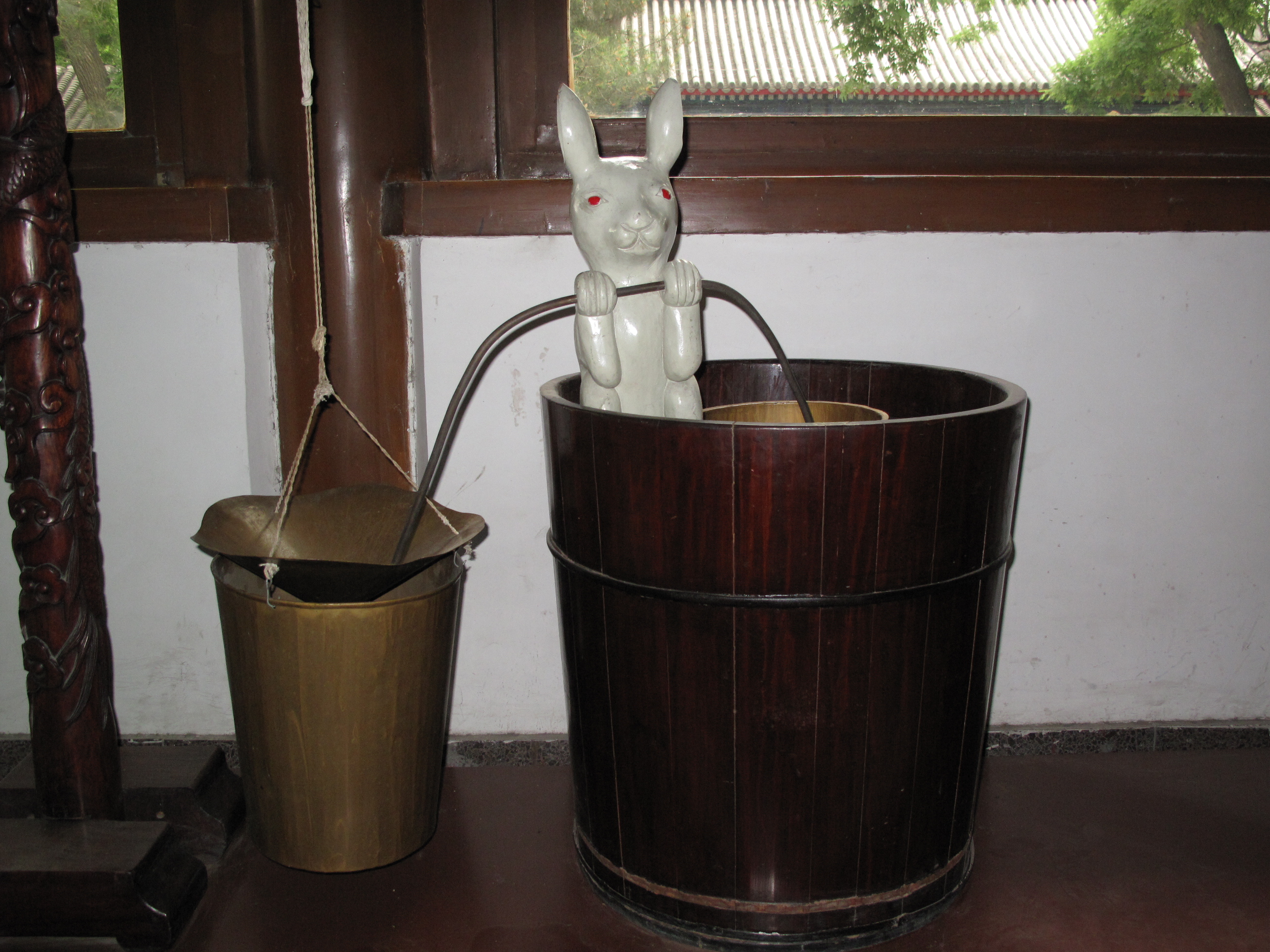
Une réplique au musée de l'ancien observatoire de Pékin.

Cet instrument permet de mesurer un temps d'une façon assez précise en pesant une quantité d'eau siphonnée, passant d'un réservoir dans un autre, avec une balance romaine. Elle a été inventée par un Taoïste nommé Li Lan, sous la dynastie des Wei du Nord au cinquième siècle. Elle était d'usage courant, parce que facilement transportable.
Elle se comporte un peu comme un chronographe et se situe donc entre clepsydre et horloge. Des interrogations subsistent sur son exactitude d'après sa description.

### L'horloge étagée à siphons
Elle est constituée de trois réservoirs superposés, soit, du plus haut au plus bas : deux à écoulement par siphon et un récipient réceptacle équipé d'une jauge de mesure. Le siphonage est supposé être à débit constant.
En théorie un seul réservoir d'alimentation suffit pour mesurer des « heures », le second permettait peut-être d'éviter les turbulences lors d'un complément de remplissage ?
Ce type d'horloge, très populaire, est supposée avoir été inventée sous la dynastie des Song du Nord, vers l'an 1000 par un dénommé Yansu.

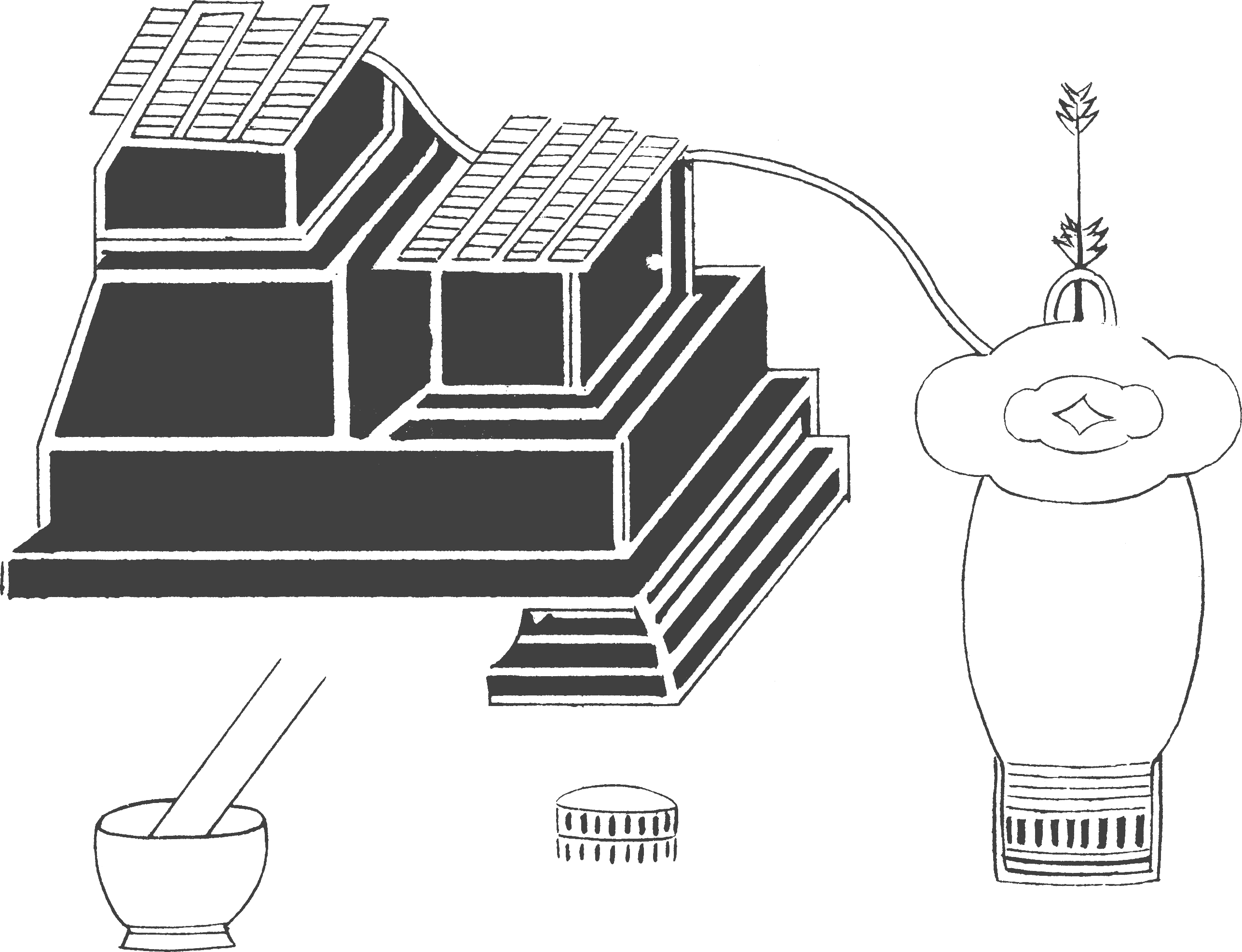
Horloge étagée à siphons (vers l'an 1000).

### L'horloge étagée à écoulement
Cette horloge a été d'usage courant jusqu'à l'époque moderne. C'est une amélioration de l'invention de l'astronome Zhang Heng, datée de l'an 117. La plus ancienne qui soit conservée est en bronze ; elle daterait de 1316, époque de la dynastie des Yuan.
Elle est constituée d'un certain nombre de vases à écoulement - de trois à cinq, suivant l'époque - disposés en cascade, les uns en-dessous des autres. Leur finalité est d'avoir un débit constant dans le réceptacle inférieur qui compte les « heures ».
Leur forme, parallélépipédique au départ, est le plus souvent trapézoïdale ou tronconique. Ces derniers profils ne sont pas sans rappeler celui des horloges hydrauliques égyptiennes qui visaient à la constance du débit.
Prenons l'exemple d'une horloge comprenant trois vases à écoulement :

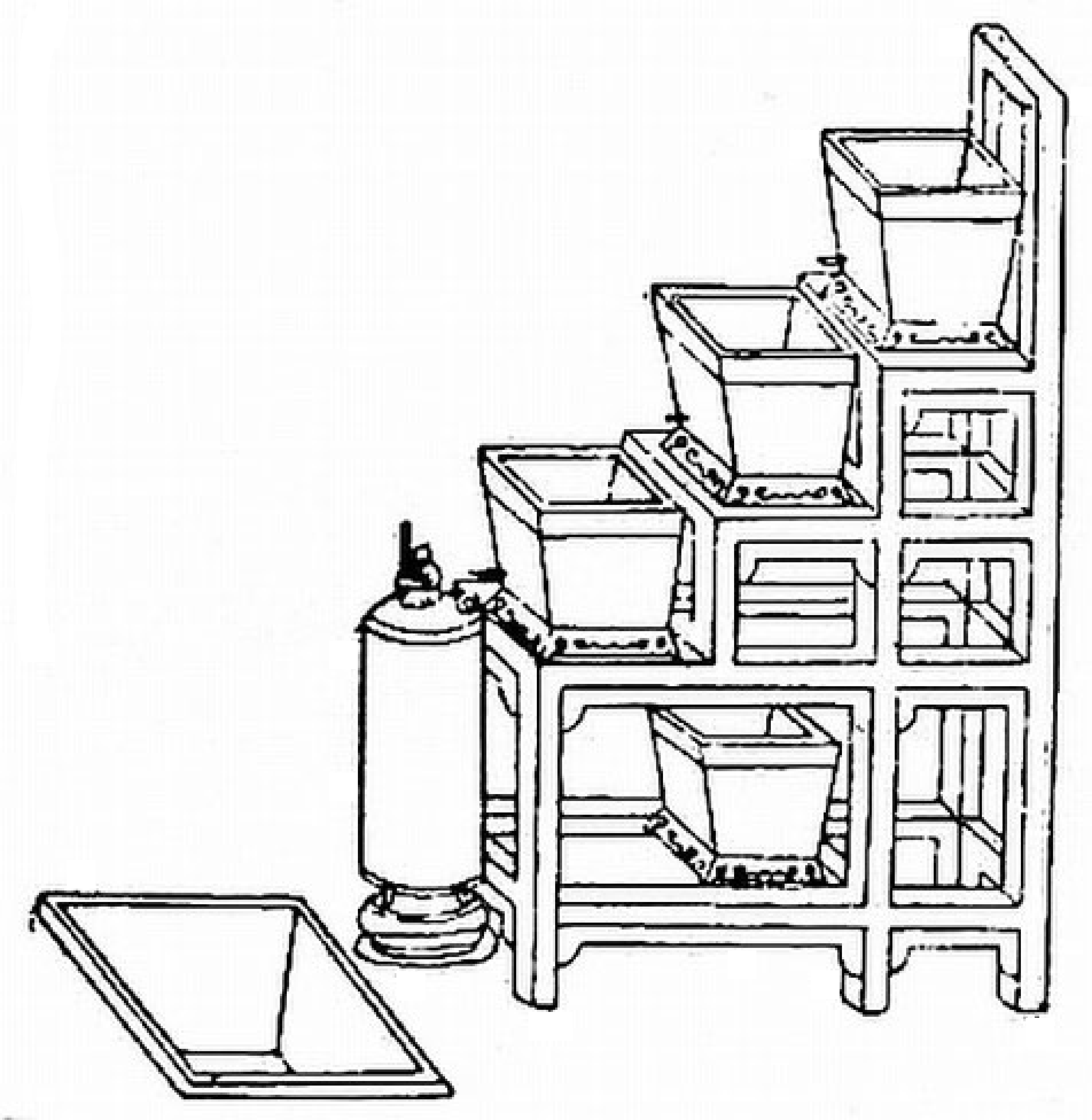
Schéma d'une horloge moderne ayant trois vases étagés à écoulement.

- le plus haut placé de ces récipients est un réservoir à remplissage manuel. Il peut être alimenté éventuellement par le réceptacle inférieur qui peut y être vidé après usage ou remplissage. La pression de sortie est le plus souvent fonction de la hauteur d'eau qui y est contenue, donnant un débit variable dans le vase inférieur ;
- le deuxième vase est un vase tampon dont le débit doit toujours être supérieur au débit fonctionnel constant du troisième ; pour ce faire, le flux doit être le plus régulier possible, d'où la forme trapézoïdale ;
- le troisième vase est à débordement. Le surplus d'eau qui y entre est collecté dans un vase annexe situé sous le deuxième vase. La hauteur d'eau étant fixe, l'écoulement à sa base se fait à débit constant et se déverse dans le réceptacle inférieur ;
- le réceptacle inférieur, de forme généralement cylindrique pour faciliter la manutention, compte les « heures ». Il reçoit un flotteur équipé d'une règle graduée indicatrice. Des servants notent les heures et sont supposés vider le réservoir si besoin[6].

Des réservoirs supplémentaires à écoulement pouvaient être intercalés avant le réservoir à débordement, probablement pour s'assurer au mieux d'une constance d'alimentation en eau.

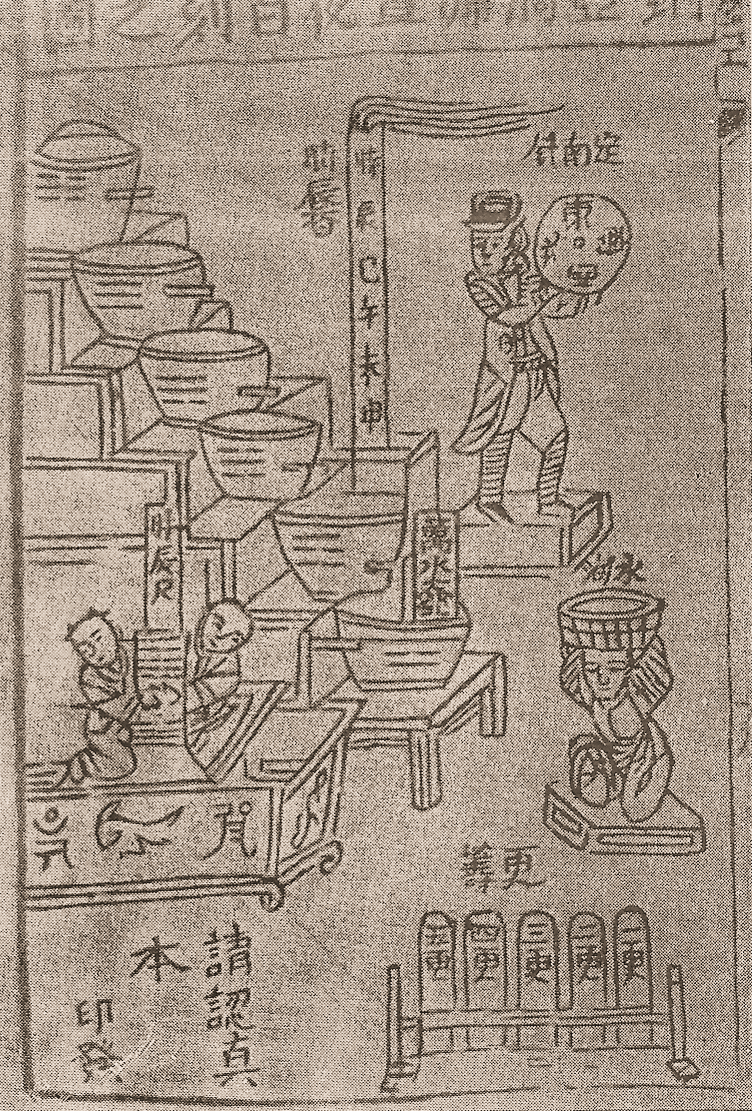
Horloge à écoulement ancienne à cinq vases d'alimentation.
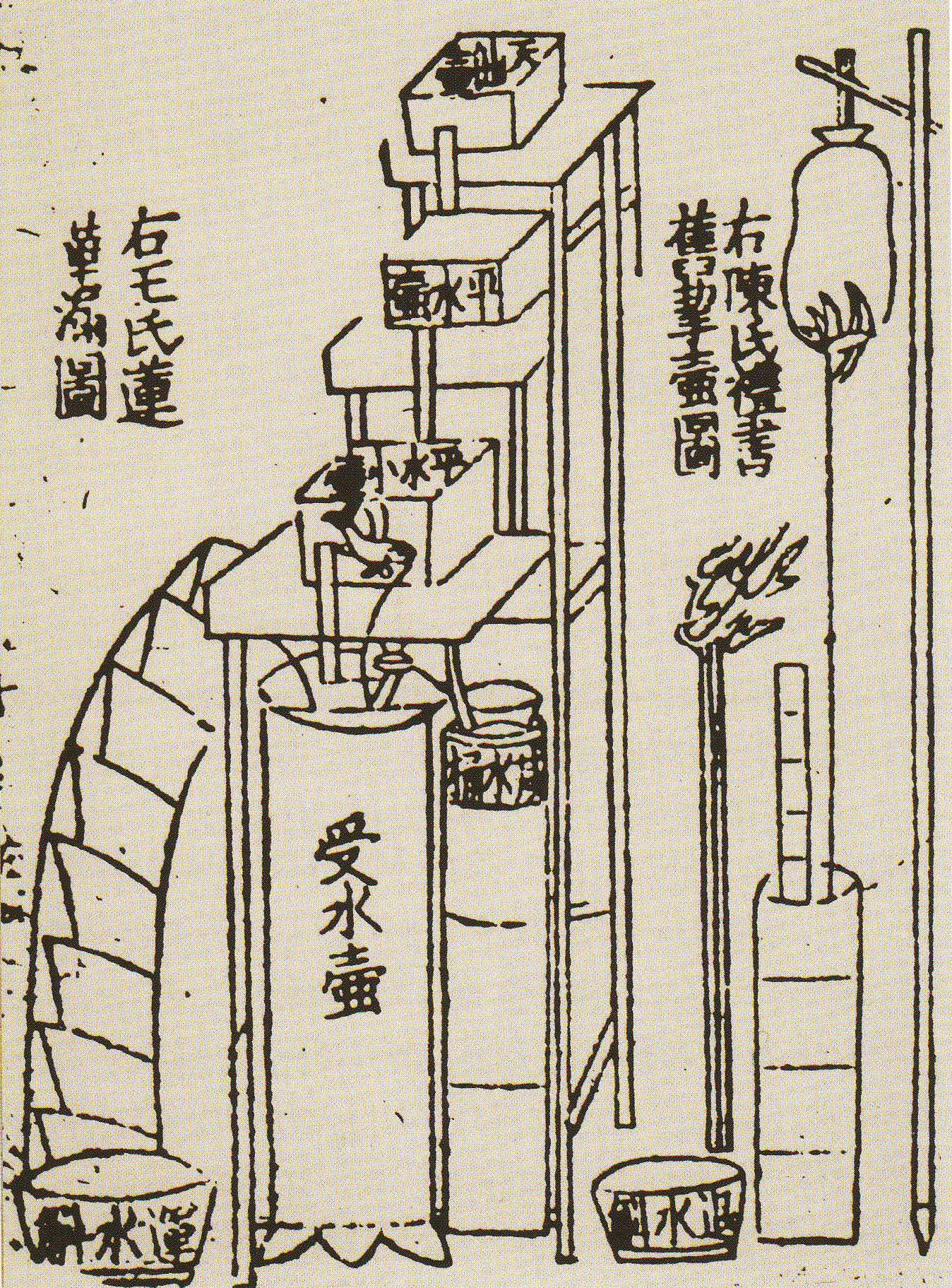
Quelques types d'anciennes horloges hydrauliques.
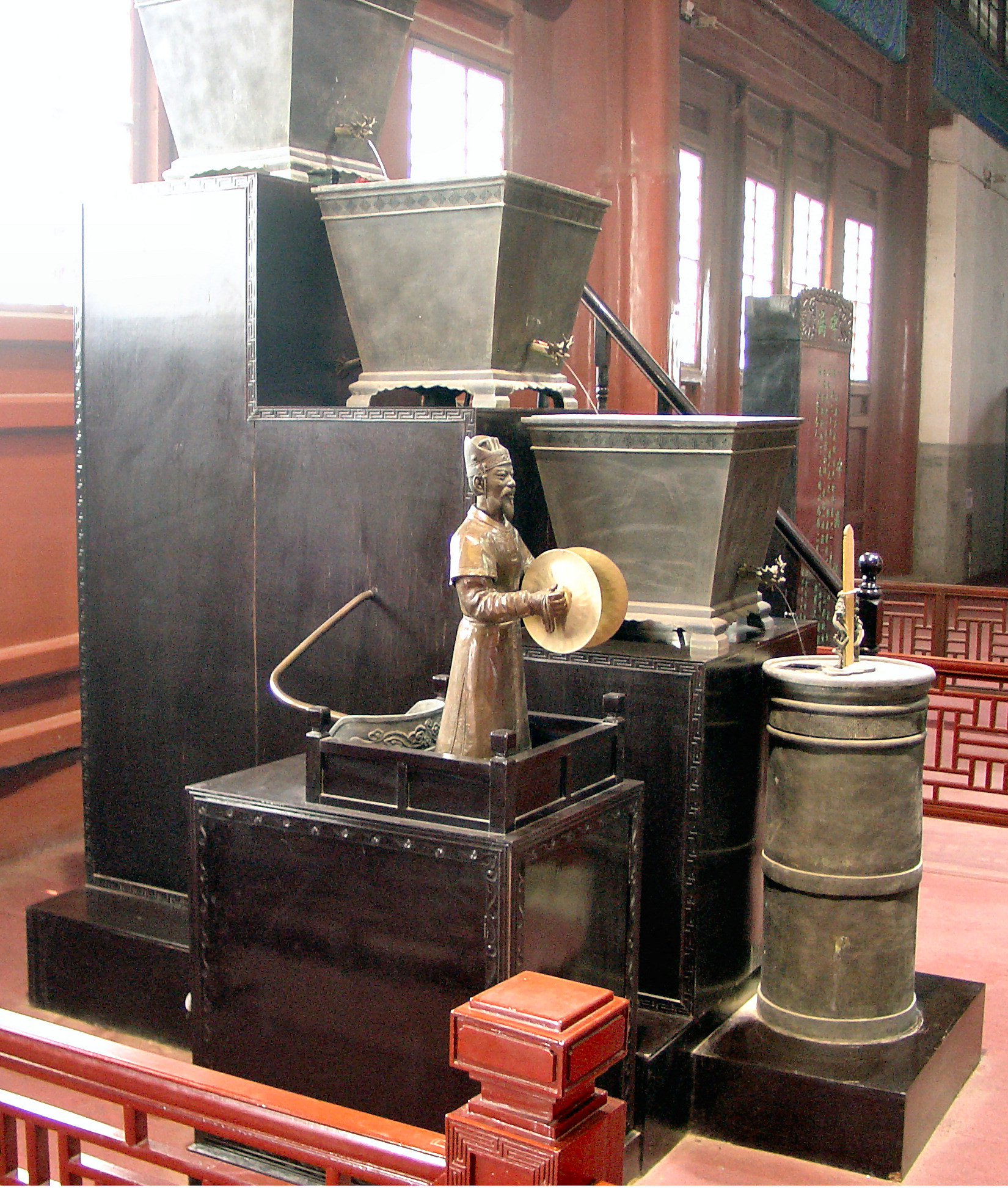
Réplique moderne d'une horloge à trois vases à écoulement.

Dans les archives astronomiques chinoises, le 27 novembre 680, une éclipse solaire a été observée et décrite. « Le maximum a été atteint à la quatrième marque de l'heure de si [sixième « heure » heure du Serpent] ». Une « marque » valant environ quinze minutes, on peut en déduire que cette observation est donnée avec une assez bonne précision. Il est fort probable que l'instant de cet évènement ait été relevé soit avec une horloge sur balance, soit avec une horloge étagée.

## Les horloges hydromécaniques
Une horloge hydromécanique est une horloge dont la force motrice est l'eau. Mais ses différentes finalités, comme indiquer régulièrement les instants des heures, faire tourner en continu une sphère armillaire, elles, sont réalisées mécaniquement avec des rouages ou tringleries et une régularisation du mouvement par échappement.
Dans les textes anciens, la tentative d'entraînement d'une sphère armillaire par une clepsydre est souvent évoquée.
Cette réalisation, selon les auteurs, serait due à Zhang Heng déjà cité, au IIe siècle ou à Li Chunfeng, au VIIe siècle, ou à d'autres. Mais ces textes ne sont guère précis.

### La première horloge hydromécanique?
À la suite de travaux de Yu-Wen Kai et Geng Xun sur une « clepsydre mécanique » pourvue d'un échappement dans les années 600, le moine bouddhiste Yi Xing (683-727) et Liang Ling-zan, un ingénieur des armées auraient présenté une horloge astronomique hydromécanique, avec un nouveau mécanisme permettant de déterminer exactement les différentes phases de la Lune.
Le mécanisme, à échappement, transformait un écoulement d'eau continu en un mouvement discontinu régulier ; il laissait échapper une « dent » à chaque impulsion, en l'occurrence le remplissage d'un godet sur une roue. Sur cette horloge, une sonnette y signalait les 12 heures du jour et un tambour les 1/4 d'heures. Yi King y aurait introduit un tube de visée « ptolémaïque », à monture écliptique, pratique pour l'étude du mouvement des planètes, sur et près de l'écliptique.

### L'horloge astronomique de Su Song
Cette célèbre horloge hydraulique est connue grâce à un traité de Su Song qui nous est parvenu.
Construction de prestige, elle annonçait les heures par des figurines animées et faisait tourner un globe céleste et une sphère armillaire.
Histoire

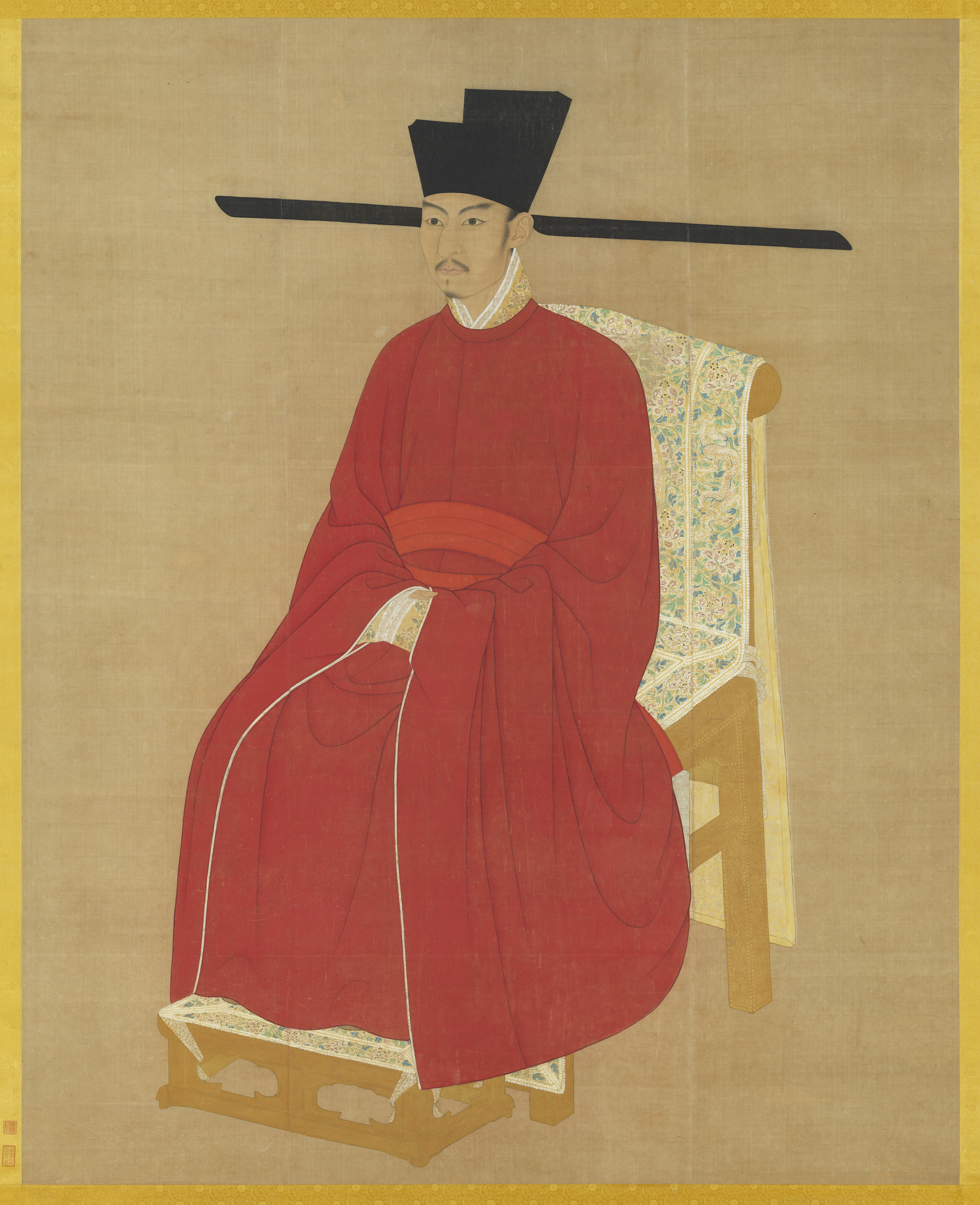
L'empereur Zhezong.

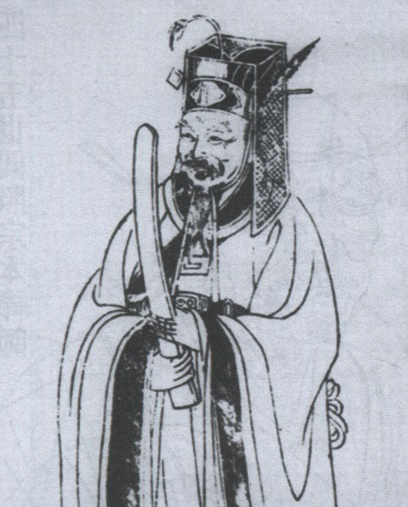
Portrait de Su Song ?

En 1086, sous la dynastie Song, l'empereur Zhezong, ordonna par décret la construction d'une nouvelle sphère armillaire ou horloge astronomique.
C'est Su Song (1020-1101), un savant polyvalent attaché au palais, qui sera le maitre d'œuvre du projet, accompagné par toute une équipe, avec notamment Han Gonglian, un homme de métier astronome et mathématicien.
Après étude, un modèle en bois du mécanisme (rouages et échappement) validera les hypothèses retenues. Un prototype complet, toujours en bois, suivra pour vérifier le fonctionnement de l'ensemble. L'horloge est alors installée dans le palais impérial de Kaifeng et présentée à l'empereur en 1088. Sa construction finale en bronze suivra à partir de 1090.
En 1094, à l'issue de la réalisation, Su Song rédige son traité intitulé Xin Yi Xiang Fa Yao (nouvelle conception pour une horloge armillaire) qui décrit en détail la construction de cette tour-horloge ; son ouvrage ne comportera pas moins de quarante-sept schémas explicatifs.
En 1122, Kaifeng est envahie par les Jin. Ceux-ci transportèrent l'horloge dans leur propre capitale, près du Pékin actuel et l'y remontèrent. Elle continua peut-être de fonctionner quelque temps, mais sur ce point, les avis sont contradictoires.
Joseph Needham (1900-1995), déjà cité, impressionné par la complexité de la machinerie, s'attela à en reconstituer l'architecture. Ses travaux aboutirent à plusieurs répliques modernes que l'on trouve à Pékin (Musée de l'ancien observatoire), Londres, Taiwan et au Japon.
Description fonctionnelle
Cette tour-horloge est d'une taille impressionnante. Haute de plus de dix mètres, elle comporte trois niveaux où l'on trouve respectivement :
- au niveau inférieur, sur la face avant, le dispositif d'indication des heures. Il est composé d'un tambour étagé à barillet avec des figurines qui marquent les heures ; chaque instant particulier est accompagné d'un signal sonore émis par gong, cymbales ou clochettes ;
- au niveau intermédiaire, se trouve un globe céleste constellé ;
- le niveau supérieur supportait une sphère armillaire.

L'ensemble est animé et synchronisé par un mécanisme hydromécanique complexe.
Approche succincte du mécanisme
Cette description s'appuie :
- d'une part sur un schéma du traité de Su Song destiné à l'empereur. Celui-ci est simplifié à l'extrême, avec probablement des omissions volontaires pour en garder les principaux secrets ;
- d'autre part sur une vue éclatée moderne datée de 1956.

Documents d'étude
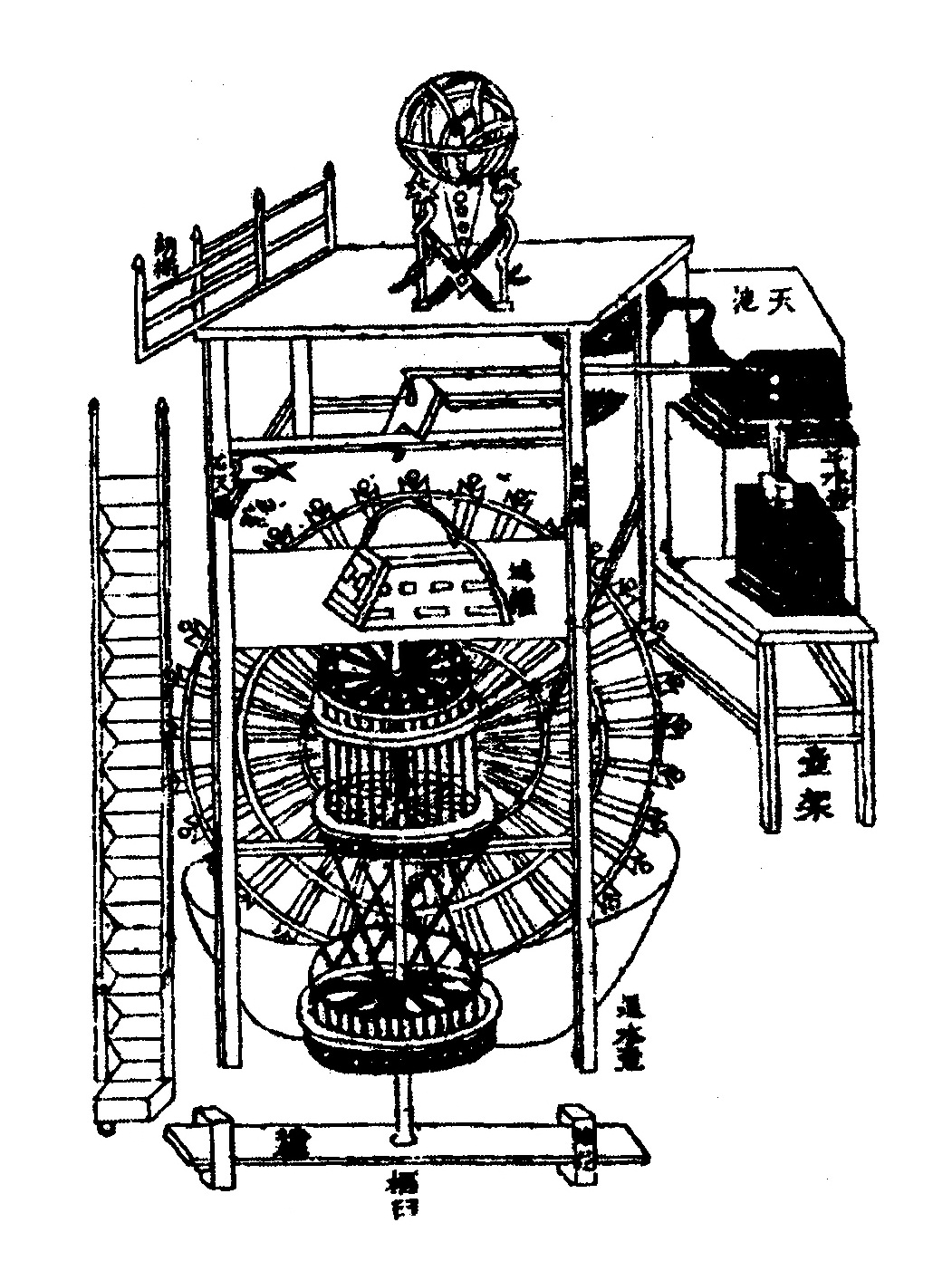
Schéma du traité de Su Song (1092).
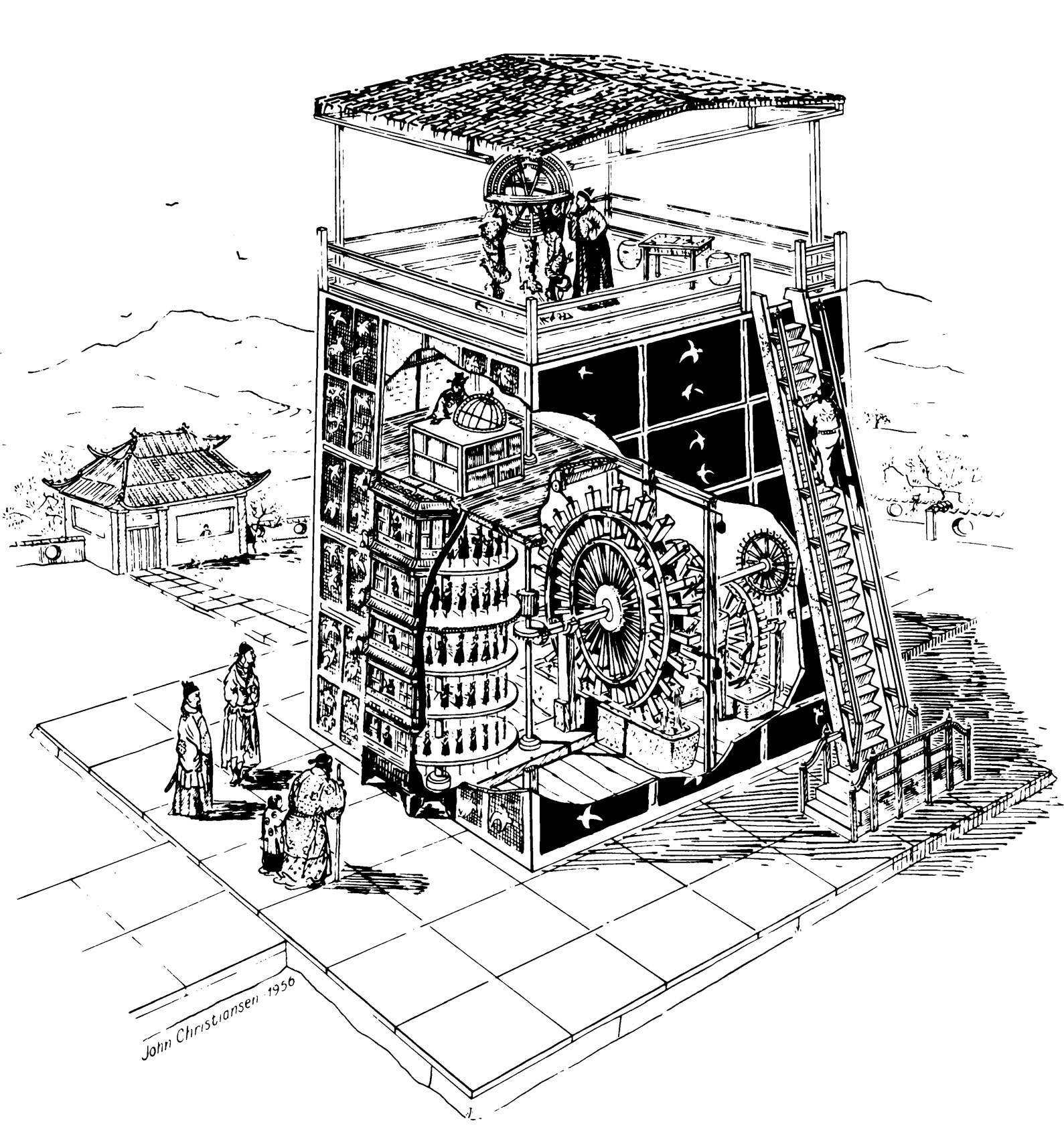
Vue éclatée moderne (1956).

L'ensemble moteur est localisé à l'arrière de la tour. Il est constitué par :
- une alimentation en eau à débit constant dont les réservoirs sont situés à l'extérieur droit, sur la figure d'époque difficilement compréhensible ;
- une grande roue motrice. Cette roue à rayons multiples est supposée recevoir autant de godets articulés (ou de baquets) qui sont alimentés en d'eau périodiquement grâce à un système régulateur[N 2]. Remplis, ils basculent, actionnant l'échappement. Ce dernier libère la roue qui va tourner sous l'action du poids de l'eau contenue dans le godet ; il limitera sa rotation à un pas. Ce système de régularisation à échappement est un système atypique original appliqué à une motorisation hydraulique. L'opération de régularisation se répète à intervalles réguliers de quelques secondes à un quart d'heure suivant les descripteurs. Au fur et à mesure de la rotation discontinue de la roue, l'eau des godets se déverse plus bas dans un réceptacle approprié[11].

La transmission à la roue étagée des heures et à la sphère céleste se fait par engrenages, les rouages sont visualisés sur la vue éclatée. La sphère armillaire, vu son éloignement de la roue motrice, est actionnée par une transmission originale à chaîne sans fin, probablement la première de ce type.

Compléments
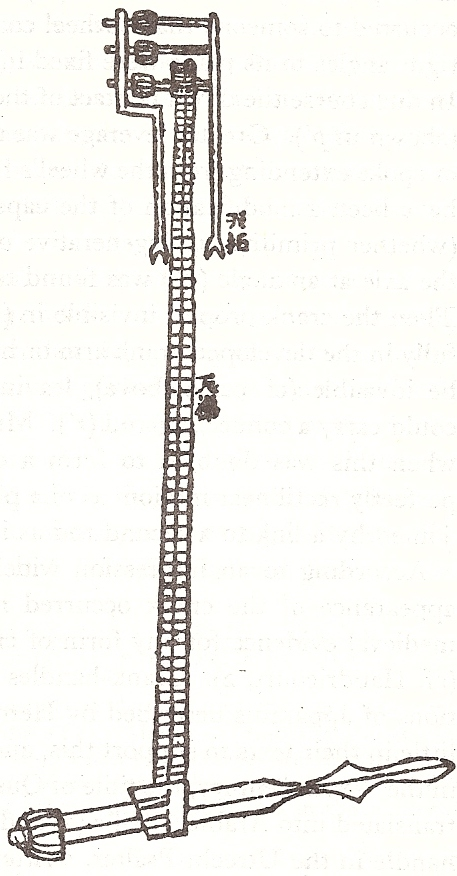
La chaîne sans fin (Su Song).
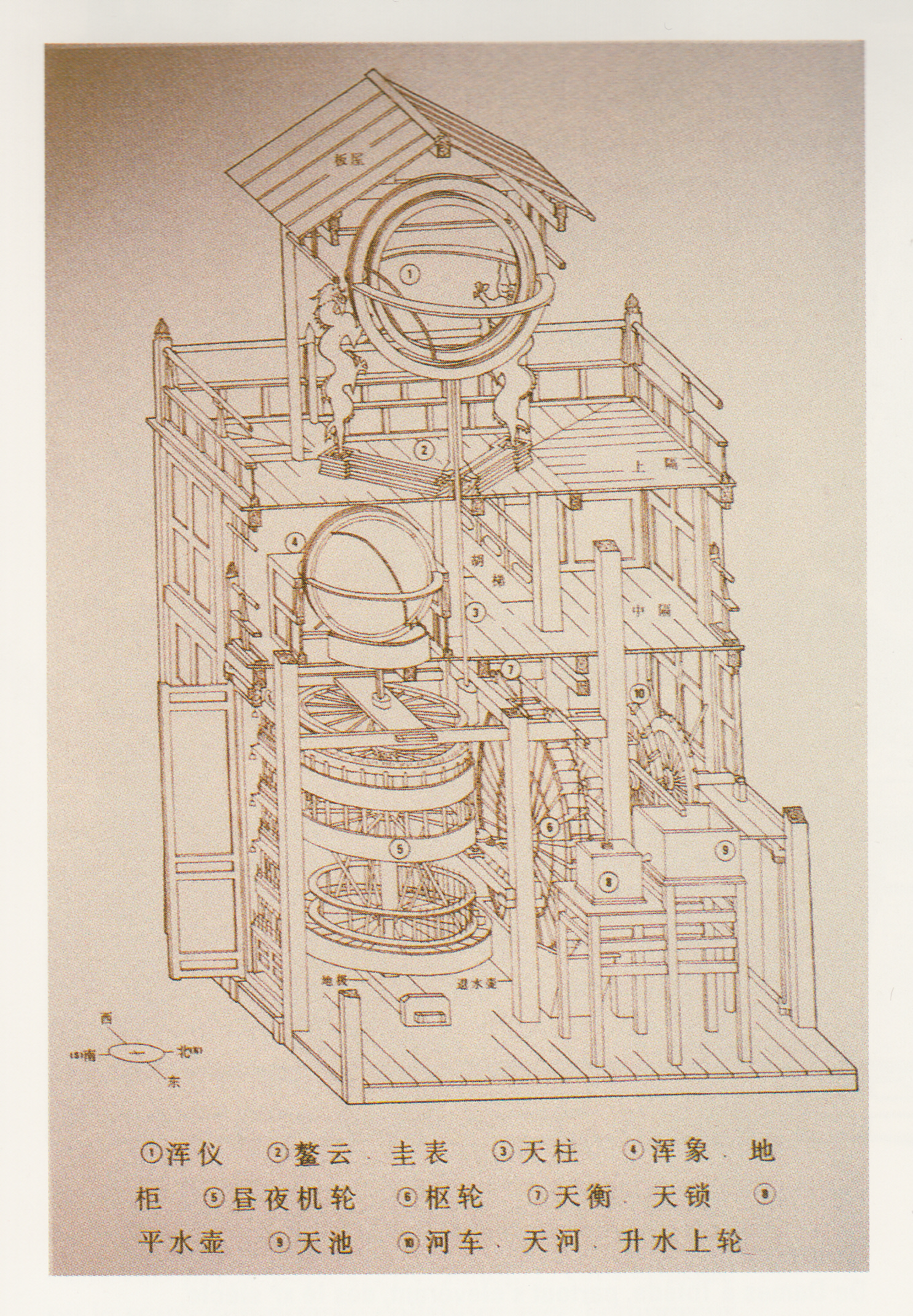
Vue éclatée chinoise ancienne.
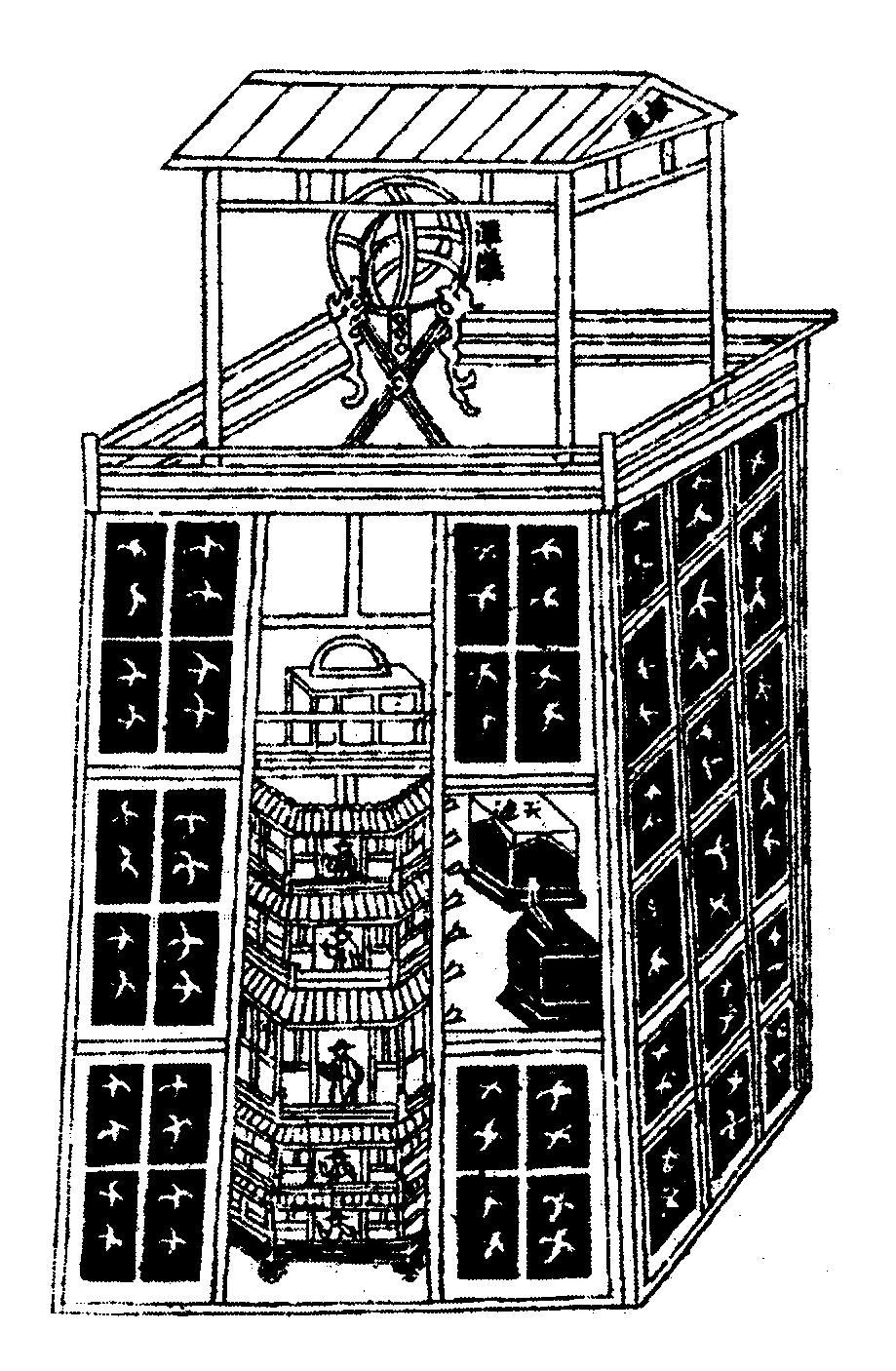
Vue en perspective (Su Song).
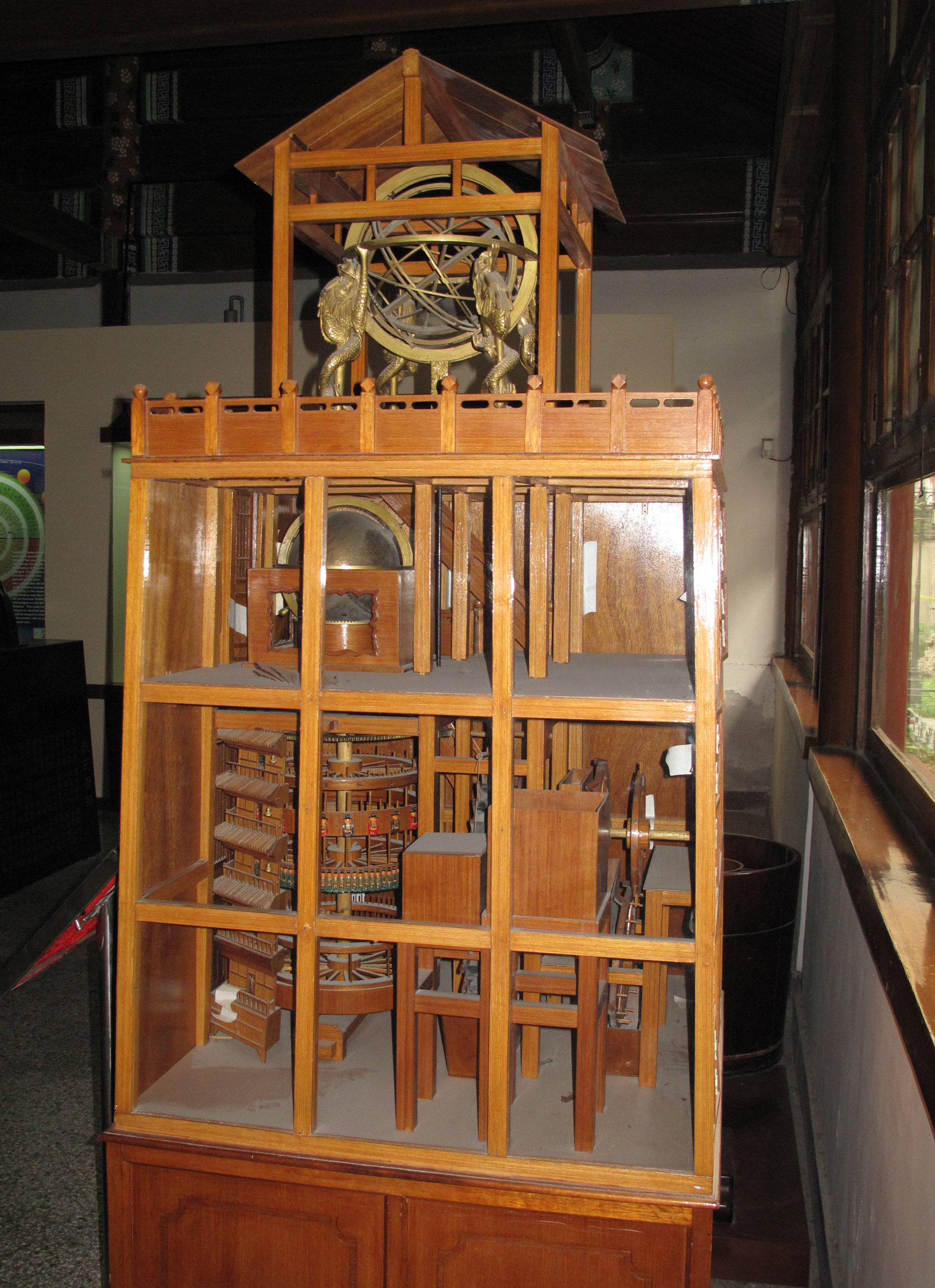
Réplique moderne, Pékin[13].

## Extension régionale
La culture chinoise et ses réalisations se sont propagées aux pays avoisinants : Corée, Japon, Indochine ont probablement conservé des traces des horloges hydrauliques chinoises, en voici quelques illustrations.

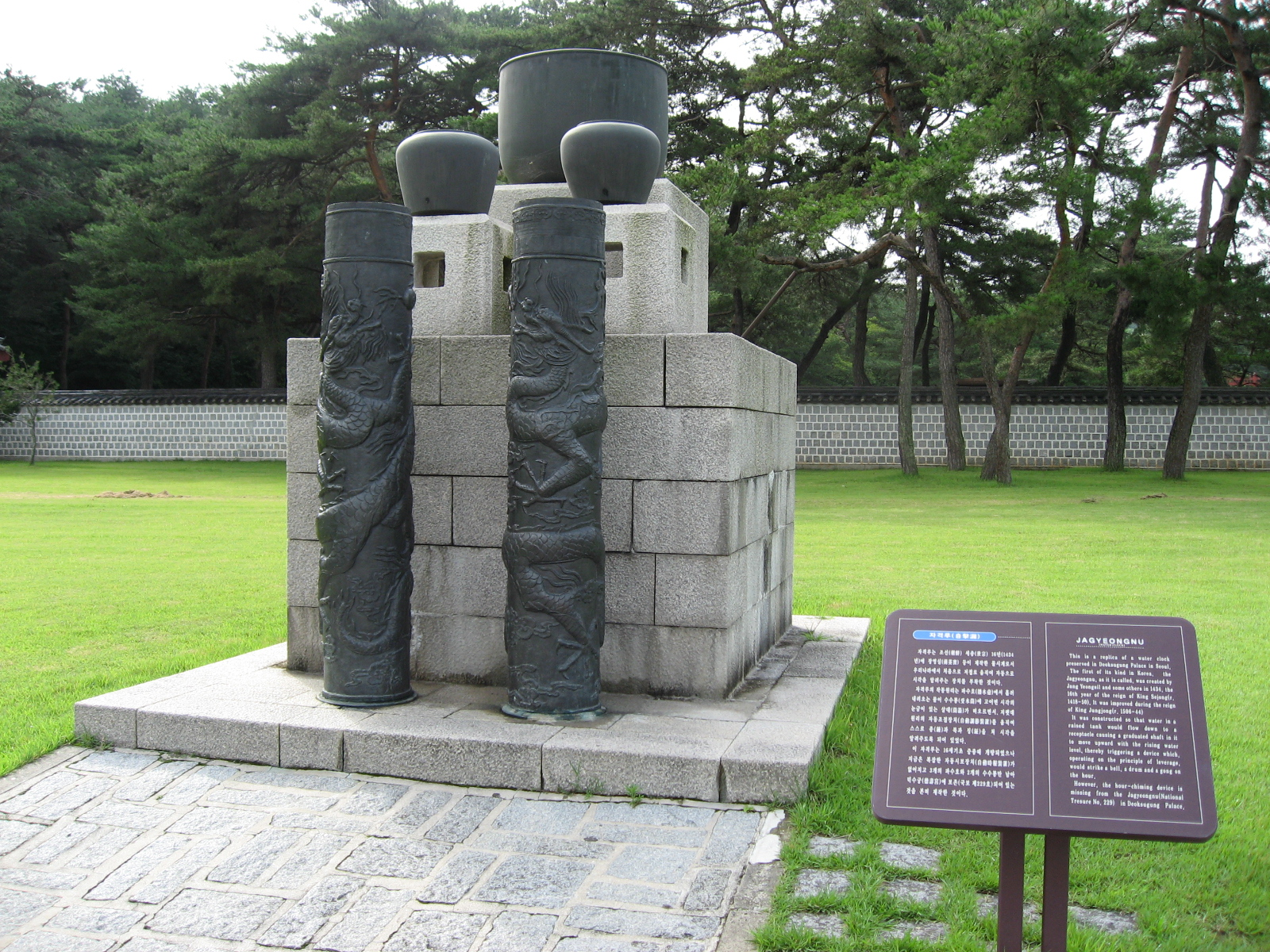
Double horloge hydraulique étagée due à Jang Yeongsil.
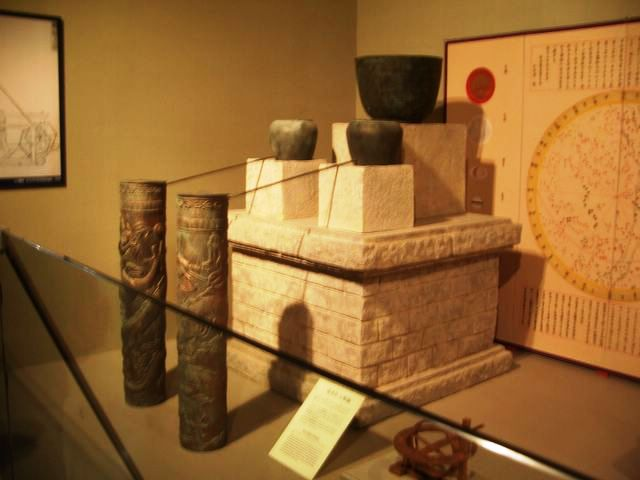
Autre exemple du même type dû également à Jang Yeongsil (1434).
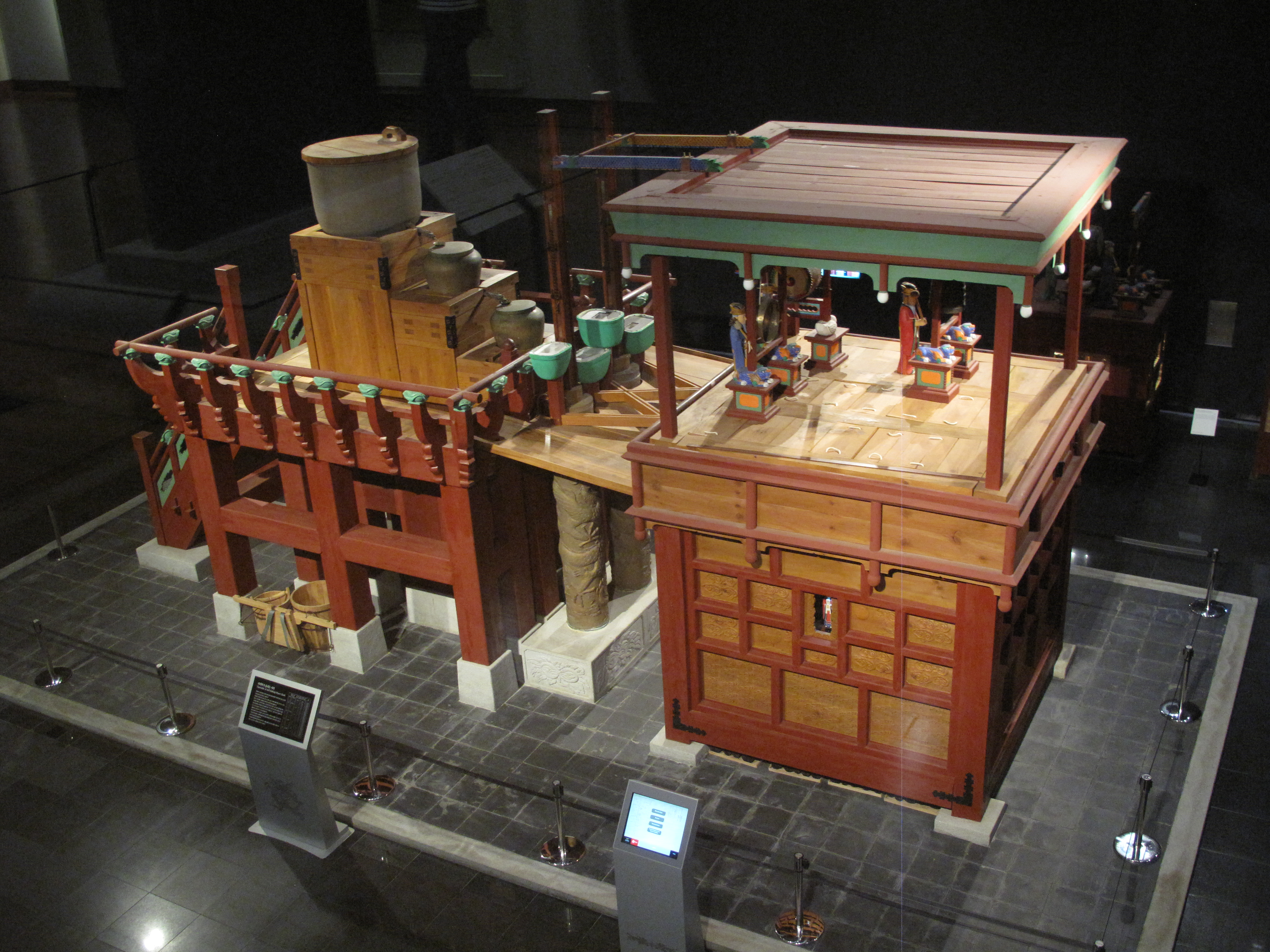
« modèle » d'horloge hydraulique de Borugak Jagyeongnu, Corée.